# دانشگاه ایندیاناپلیس
دانشگاه ایندیاناپولیس (به انگلیسی: University of Indianapolis) تأسیس ۱۹۰۲ یکی از دانشگاه‌های ایالات متحده آمریکا بوده و در ایندیاناپولیس واقع است.